# Stilobezzia papillata
Stilobezzia papillata är en tvåvingeart som beskrevs av Remm 1980. Stilobezzia papillata ingår i släktet Stilobezzia och familjen svidknott.
Artens utbredningsområde är Tadzjikistan. Inga underarter finns listade i Catalogue of Life.